# Bruzelia inlex
Bruzelia inlex är en kräftdjursart som beskrevs av J. L. Barnard 1967. Bruzelia inlex ingår i släktet Bruzelia och familjen Synopiidae. Inga underarter finns listade i Catalogue of Life.